# Эрбслё, Адольф
Адольф Эрбслё (нем. Adolf Erbslöh; 27 мая 1881, Нью-Йорк — 2 мая 1947, Иккинг) — немецкий художник; вместе с Марианной фон Верефкин и Алексеем Явленским основал фонд Neue Künstlervereinigung München (N.K.V.M.), который позже стал назваться «Blaue Reiter».

## Биография
Адольф Эрбслё родился в Нью-Йорке в семье торговцев, происходившей из Бармена. Его дед был соучредителем компании «Julius und August Erbslöh», а отец был совладельцем экспортной компании «Dieckerhoff, Raffloer & Co.» В течение 15 лет он работал в Нью-Йорке, пока в 1887 году не вернулся с семьёй в Бармен.
В 1901 году Адольф Эрбслё начал учиться в Академии в Карлсруэ: его учителями были Эрнст Шурт (1848—1910) и Людвиг Шмид-Ройтте (1862—1909). Во время своего пребывания в Карлсруэ Эрбслё познакомился с Александром Канольдтом и Георгом Таппертом. В 1907 году Эрбслё женился на Аделине Шухард — свадьба проходила в замке Каленберг около Варбурга, который был приобретён тестем.
С осени 1908 года Эрбслё стал посещать «розовый салон» Марианны фон Верефкин. Вместе с ней и Алексеем Явленским он разработал проект создания «Ассоциации новых художников Мюнхена» (N.K.V.M.); после создания ассоциации Эрбслё стал исполнять обязанности секретаря.